# César Isidro Actis Bru
César Isidro Actis Bru (Tandil, 1942 - Santa Fe, 9 de mayo de 2010) fue un escritor, poeta y ensayista argentino. Fue presidente del Centro de Estudios Hispanoamericanos de la Ciudad de Santa Fe, Diácono Permanente de Argentina, docente de nivel terceario y universitario; Jefe de Relaciones Institucionales del Departamento de Estudios Etnográficos y Coloniales, dependiente de la Secretaría de Cultura de la Provincia. Fundador y primer director de la editorial "Amaltea".

## Estudios
Cursó sus estudios de Ciencias Económicas en la Universidad Católica de Santa Fe.

## Libros publicados
- "FLORES DEL AÑO" (Poesía).- Ed. Colmegna, Colección Apertura, Santa Fe, 1973
- "EL DISCO VOLADOR Y OTRAS HISTORIAS" (Apólogos).- Ed. Colmegna, Colección Apertura, Fondo Nacional de las Artes, Santa Fe, 1975
- "CON LAS MISMAS PALABRAS" (Poesía).- Ed. Colmegna, Santa Fe, 1976
- "CANCIÓN TRISTE" (Poesía).- Ed. Colmegna, Santa Fe, 1979
- "MÍNIMA PALABRA" (Poesía Mística).- Ed. Colmegna, Santa Fe, 1979
- "PALABRAS HASTA AQUÍ" (Poesía).- Ed. Colmegna, Santa Fe, 1982
- "EL LIBRO DE LOS NÚMEROS" (Poesía).- Ed. Universidad Católica de Santa Fe, 1988
- "CINCO MISTERIOS DESDE EL SUR" (Poesía (Bilingüe castellano e inglés)).- Ed. Colmegna, Santa Fe, 1989
- "LOS MISTERIOSOS CAUCES" (Poesía).- Ed. Amaltea, Santa Fe, 1990
- "CINCO MISTERIOS DESDE EL SUR" (Poesía (Bilingüe castellano e italiano)).- Ed. Aamaltea, Santa Fe, 1991
- "CON LOS OJOS ABIERTOS" (Poesía mística).- Ed. Amaltea, Santa Fe, 1992
- "LA IGLESIA EN TIEMPOS DE SANTA FE LA VIEJA 1573 - 1660" (Historia).- Arquidiócesis de Santa Fe de la Vera Cruz, Santa Fe, 1995
- "LUNA AMERICANA" (Narrativa).- Ed. Universidad Católica de Santa Fe, 1996
- "MANUSCRITOS ECLESIÁSTICOS DEL SIGLO XIX" (Historia).- Arquidiócesis de Santa Fe de la Vera Cruz, Santa Fe, 1996
- "LA PAPELERA" (Poesía).- Ed. Amaltea Santa Fe / La Cachimba Rosario, 1996
- "EL III CONCILIO LIMENSE Y DOS OBISPOS DEL RÍO DE LA PLATA: FRAY ALONSO GUERRA Y FRAY MARTIN IGNACIO DE LOYOLA" (Historia).- Ed. Universidad Católica de Santa Fe, 1997
- "ALGUNOS APORTES PARA EL DIÁLOGO EPISTEMOLÓGICO" (Apuntes de cátedra).- Ed. Amaltea, Santa Fe, 1998
- "GLOBALIZACIÓN - MUNDIALIZACIÓN" (Apuntes para la precisión conceptual y aproximación a una síntesis).- Ed. Amaltea, Santa Fe, 1998
- "SANTA FE LA VIEJA. MEDITACIÓN SOBRE SU 'TIEMPO'".- Separata del N° 14 de la Revista "AMERICA" del Centro de Estudios Hispanoamericanos de Santa Fe.- 1998
- "LO QUE RESTA DE MÍ" (Poesía).- Ed. Amaltea, Santa Fe, 2000
- "GESTIÓN DE TAREAS EN LA INVESTIGACIÓN".- Un diseño para proyectar, ejecutar e informar. Cuadernos del Instituto Superior Particular Incorporado N° 4031, "Fray Francisco de Paula Castañeda", N° 2. Santa Fe de la Vera Cruz, Argentina, 2000
- "VICENTE F. ZASPE. Testigo insobornable de su tiempo" (Investigación - Historia).- Centro de Estudios Hispanoamericanos, Santa Fe, 2001
- "PERMUTACIONES" (Poesía) Ed. Amaltea, Santa Fe, 2003
- "MYSTAGOGIA POÉTICA" (Poesía Mística).- Ed. Universidad Católica de Santa Fe, 2008
- "MARÍA, LA DEL OÍDO FECUNDO. La concepción del Verbo de Dios. Entre San Zenón de Verona y San Efrén Sirio".- Ed. Universidad Católica de Santa Fe, 2009

## Centro de Estudios Hispanoamericanos de Santa Fe
Se desempeñó como presidente entre 2003 y 2007, y como tesorero entre 2007 y 2009.

## Vocación en la Docencia
En su carrera docente se desempeñó como:
- Profesor de Teología Dogmática II (Universidad Católica de Santa Fe)
- Profesor de Antropología Teórica (Universidad Católica de Santa Fe)
- Profesor del Seminario Interdisciplinario de Síntesis Cultural en la Facultad de Ciencias de la Comunicación y la Facultad de Ciencias Económicas (Universidad Católica de Santa Fe)
- Profesor en el Seminario de Literatura Regional (Instituto Superior Particular Incorporado N° 3084 "Fray Francisco de Paula Castañeda)
- Profesor de la Escuela Superior de Policía de la Provincia de Santa Fe

## Desempeño como Miembro en Asociaciones
- Miembro del Consejo de Investigaciones en la Universidad Católica de Santa Fe
- Miembro de la Asociación Santafesina de Escritores  (ASDE)
- Miembro de Asociación Amigos de Santa Fe la Vieja
- Miembro de la Sociedad Argentina de Teología
- Miembro del Servicio Bíblico de la Arquidiócesis de Santa Fe de la Vera Cruz

## Vocación con la Iglesia Católica
Diácono Permanente de la Arquidiócesis de Santa Fe de la Vera Cruz por el Instituto Arquidiocesano de Ciencias Sagradas - Escuela de Sagrados Ministerios y Diaconado Permanente - Arquidiócesis de Santa Fe de la Vera Cruz (R. Argentina). Plan de Estudios duración 6 (seis) años (1972 a 1977 inclusive). Primer Diácono Permanente, ordenado el 7 de octubre de 1977, junto a Rodolfo Vigetti y Raúl Blanchoud (Q. E. P. D.), por Monseñor Vicente Zaspe.

## Trabajo en la Secretaría de Cultura
Trabajó como Locutor en programas de Radio, pero su mayor desempeño fue en el Departamento de Estudios Etnográficos y Coloniales, donde se desempeñó como Jefe de Relaciones Institucionales.